# Edmund W. Hubard
Edmund Wilcox Hubard (* 20. Februar 1806 bei Farmville, Buckingham County, Virginia; † 9. Dezember 1878 ebenda) war ein US-amerikanischer Politiker. Zwischen 1841 und 1847 vertrat er den Bundesstaat Virginia im US-Repräsentantenhaus.

## Werdegang
Edmund Hubard besuchte private Schulen und studierte danach an der University of Virginia in Charlottesville. Danach betätigte er sich in der Landwirtschaft. Außerdem war er in seiner Heimat Friedensrichter. Gleichzeitig schlug er als Mitglied der Demokratischen Partei eine politische Laufbahn ein. Bei den Kongresswahlen des Jahres 1840 wurde Hubard im fünften Wahlbezirk von Virginia in das US-Repräsentantenhaus in Washington, D.C. gewählt, wo er am 4. März 1841 die Nachfolge von Robert Craig antrat. Nach zwei Wiederwahlen konnte er bis zum 3. März 1847 drei Legislaturperioden im Kongress absolvieren. Seit 1843 vertrat er dort als Nachfolger von William Goode den vierten Distrikt seines Staates. Seit 1845 war seine Amtszeit von den Ereignissen des Mexikanisch-Amerikanischen Krieges geprägt.
Im Jahr 1846 verzichtete Edmund Hubard auf eine weitere Kandidatur. Nach dem Ende seiner Zeit im US-Repräsentantenhaus arbeitete er wieder in der Landwirtschaft. Während des Bürgerkrieges war Hubard Steuerschätzer für die Regierung der Konföderierten Staaten. Er starb am 9. Dezember 1878 auf seinem Anwesen bei Farmville, wo er auch beigesetzt wurde.